# 眠れぬ夜につかまえて
「眠れぬ夜につかまえて」（ねむれぬよるに-）は、田村ゆかりの5作目のシングル。2003年9月3日、KONAMIより発売。（販売元はキングレコード）

## 解説
『A&Gメディアステーション こむちゃっとカウントダウン』の「こむチャート」で、自身初のV3を達成した楽曲。
また、今作以降にリリースしたシングル（『Little Wish 〜lyrical step〜』『Spiritual Garden』を除く）曲は、同チャートで1位連覇を達成している（2010年8月現在）。

## 収録曲
1. 眠れぬ夜につかまえて [4:25]
作詞：ふじのマナミ、作曲・編曲：片岡嗣実
  - PVが制作されており、DVD『Peachy Cherry Pie』に収録されている。
2. 君へ [4:02]
作詞：井上綾希子、作曲・編曲：渡辺拓也
3. お散歩しようよ [3:48]
作詞・作曲：宮島律子、編曲：内藤慎也